# 군서치요
《군서치요》(群書治要)는 중국 당(唐)의 위징(魏徵) 등이 찬한 저술이다. 전50권.

## 개요
당 태종 정관(貞觀) 원년에 천하가 바야흐로 평정되고, 당 태종이 전대 군주들의 득실을 열람하고 싶다고 하여 위징, 우세남(虞世南), 저량(褚亮), 소덕언(蕭德言) 등에게 명해 편찬하게 하였다.
이 책은 육경(六经) 및 제자(諸子)에 이르기까지 67종의 서, “위로는 오제(五帝)에서 시작해 아래로는 진대(晋代)에 이르기까지”(上始五帝，下至晋代) 1만 4천여 부(部) 8만 9천여 권의 고적들을 채집하여 그 가운데 다스림에 참고가 될 만한 말들을 발췌하여 각 책마다 배열하는 체제를 갖추었다. 《군서치요》는 글을 인용함에 대부분 문장 자체를 초록하고 문장을 잘라내거나 고친 흔적은 드물며，정문(正文)을 큰 글자로 쓰고 주석문을 작은 글자로 썼다. 정관 5년(631년) 《군서치요》가 완성되어 9월 27일에 비서감 위징의 이름으로 바쳐졌고 당 태종은 사람을 시켜서 《군서치요》10여 부를 엮고 필사하도록 하여 태자 및 여러 친왕들에게 나누어 주게 하였다.
책의 서문에서 위징은 “현금의 사회에 사용되어 과거의 역사를 거울로 삼을 수 있게 하며, 후세에 전하여 자손들에게 훌륭한 방략을 제시할 수 있는” 치세의 보전(寶典)이라고 하였다.
그뒤 《군서치요》는 차츰 산실되어 송대에는 이미 10권밖에 알려지지 않았다.
다만 일본에는 이 책이 전해져서 청(清) 가경(嘉慶) 연간에 일본에서 중국으로 역수입되기도 했다. 헤이안 시대에 일본에 전해져서 구조(九条) 가문에 소장되었고 닌묘 천황 때에 이 책을 궁중에서 강독하였다고 하며 우다 천황은 후계 천황들에게 남기는 《관평어유계》에서 "천자는 경사백가에 통달하지 못해도 한탄할 것이 없다. 다만 《군서치요》는 읽어 익혀야 한다. 잡문 때문에 세월을 허비해서는 안 된다"라고 말하기도 하였다. 이후 가마쿠라 막부의 가나자와 문고(金沢文庫)에도 《군서치요》가 전해져 보존되었는데, 청대의 학자 완원(阮元)이 수입해 《원위별장》(宛委別藏)에 실은 것은 가나자와 문고본을 저본으로 한 것이었다. 그러나 이것도 겨우 47권만이 남아 있었을 뿐이다(구조 가문에 소장된 《군서치요》는 13권만이 남았다). 결권된 책은 권4인 《춘추좌씨전》(春秋左氏傳) 상, 권13 《한서》(漢書)1, 권20 《한서》8이다. 가나자와 문고판 군서치요는 일본 궁내청 서릉부(宮内庁書陵部)에 소장되었다.
일본에서 《군서치요》는 에도 시대인 겐나(元和) 2년(1616년)에 고활자본(스루가판駿河版)으로 도쿠가와 이에야스(徳川家康)가 간행하도록 명하였다. 또한 에도 후기인 덴메이(天明) 연간(1781년 - 1789년)에 오와리번(尾張藩)에서, 고카(弘化) 연간(1844년 - 1848년)에 기슈번(紀州藩)에서 각기 스루가판으로 활자를 보충해 인쇄했다. 1989년에는 가나자와 문고본이 영인본으로 출판되었다. 중국으로 역수입된 《군서치요》는 이렇게 제작된 인쇄본으로 완원이 입수해 가경제(嘉慶帝)에게도 진상되었다. 완원은 당시 중국에도 현존하지 않는 서적들이 많이 실려 있는 점을 높이 평가하였고, 분명하게 당대 초기의 책으로 판단하고 있다. 또한 1990년대에 일본의 왕실 관계자를 통해 사본을 입수한 시중쉰(習仲勲)이 연구를 명해 『군서치요고석』(群書治要考訳)이 간행되기도 하였다.
《군서치요》는 적지 않은 옛 문헌들의 당대 이전 초본들을 수록하고 있으며, 인용된 책 가운데에는 산일되어 완본이 현존하지 않는 책도 포함되어 있어서 그 자료적인 가치는 매우 높다. 현존하는 서적 가운데에도 현행본과는 다른 부분도 보이고 있어서 중요하다.
전적들을 인용할 때는 꼭 그 주석까지도 같이 인용하였다. 예를 들어 《사마법》(司馬法)은 원래 주해가 없는데 《군서치요》에 인용된 《사마법》의 글에는 주석이 붙어 있다. 또한 방현령(房玄齡), 저수량(褚遂良) 등이 《진서》(晉書)를 중찬한 것은 정관 20년의 일인데, 《군서치요》에 실린 《진서》2권은 臧榮緒가 쓴 《진서》에 십팔가진사(十八家晉史)까지 참고하였다. 완원은 “《진서》2권 같은 것은 아직 (당대 편찬된) 《진서》 이전의 십팔가(十八家) 가운데 구본(舊本)”이라고 하였다. 같은 청대 후기의 고증학자 왕념손(王念孫)이 옛 서적들을 교감할 때에도 《군서치요》를 참고한 경우가 많았다.

## 한국어 번역
한국에는 중국의 고전 연구자 샤오샹젠(蕭祥劍)이 풀어 엮은 《군서치요심득》(群書治要心得)을 저본으로 2014년 도서출판 싱긋에서 《군서치요 -3천 년 리더십의 집대성-》한국어 번역본이 출간되었다. 2020년에는 도서출판 3에서 말레이시아 중화문화교육센터 선집본을 한국어 번역으로 《군서치요 -세상을 다스리는 360가지 원칙》이라는 제목으로 출간하였다.

## 참고 문헌
- 是沢恭三「群書治要について」（『東京国立博物館研究誌』110、1960年）
- 尾崎康 (1991년 3월 31일). “群書治要とその現存本”. 《斯道文庫論集》 (慶應義塾大学) 25: 121–210. NAID 110000980612.